# Vipotnik
Vipotnik je priimek več znanih Slovencev:
- Albin Vipotnik - Strgar (1907—1999), politični delavec
- Alenka Vipotnik (1943—2014), igralka
- Alenka Vipotnik Kopanja (*1950), diplomatka
- Ana Vipotnik (*1974), jazz-pevka
- Andrej Vipotnik (1933—2018), atlet, tekač na srednje in dolge proge
- Cene Vipotnik (1914—1972), pesnik, pisatelj, prevajalec in urednik
- Cene Vipotnik (*1948), oblikovalec nakita
- Janez Vipotnik (1917—1998), politik, novinar in pisatelj
- Lenart Vipotnik, TV in filmski snemalec
- Marko Vipotnik (1861—1921), slikar
- Matjaž Vipotnik (1944—2016), grafični oblikovalec
- Miča Vipotnik, novinarka
- Miha Vipotnik (*1954), videast, večmedijski umetnik
- Nika Vipotnik Rampre (*1955), operna pevka, sopranistka
- Olga Vipotnik Červan (1923—2009), partizanka, urednica in družbenopolitična aktivistka (preds. ZPMS)
- Saša Vipotnik, pevka AKA Neomi
- Vasja Vipotnik - Skova (*1992), raper/glasbenik
- Žan Vipotnik (*2002), nogometaš